# Tiexi (Anshan)
Der Stadtbezirk Tiexi (chinesisch 铁西区, Pinyin Tiěxī Qū) ist ein Stadtbezirk der bezirksfreien Stadt Anshan in der chinesischen Provinz Liaoning. Er hat eine Fläche von 142,8 Quadratkilometern und zählt 408.118 Einwohner (Stand: Zensus 2020).

## Administrative Gliederung
Auf Gemeindeebene setzt sich der Stadtbezirk aus vierzehn Straßenvierteln zusammen. 